# Grafmonument van paus Leo X

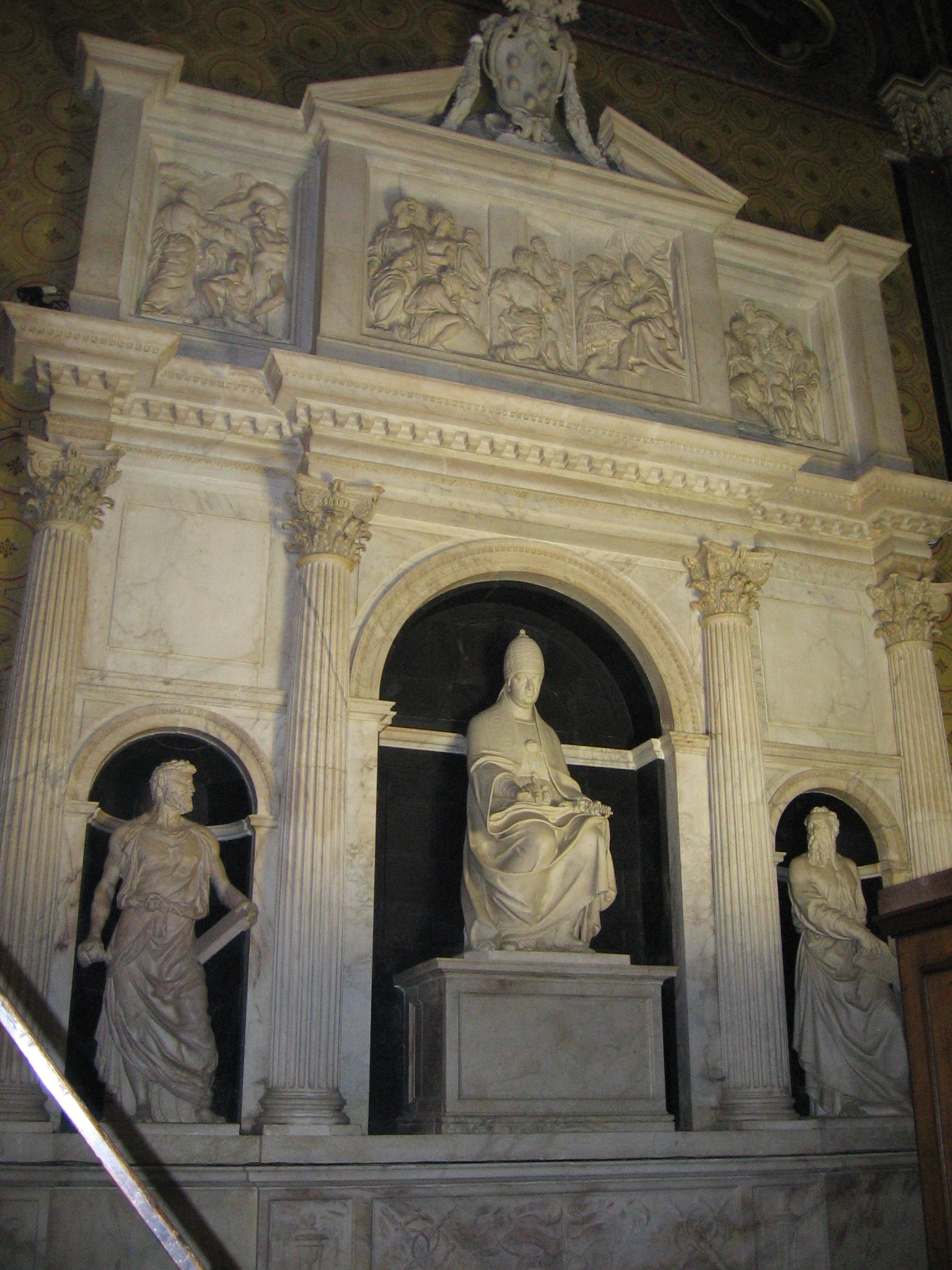
Grafmonument van paus Leo X in de Santa Maria sopra Minerva, Rome.

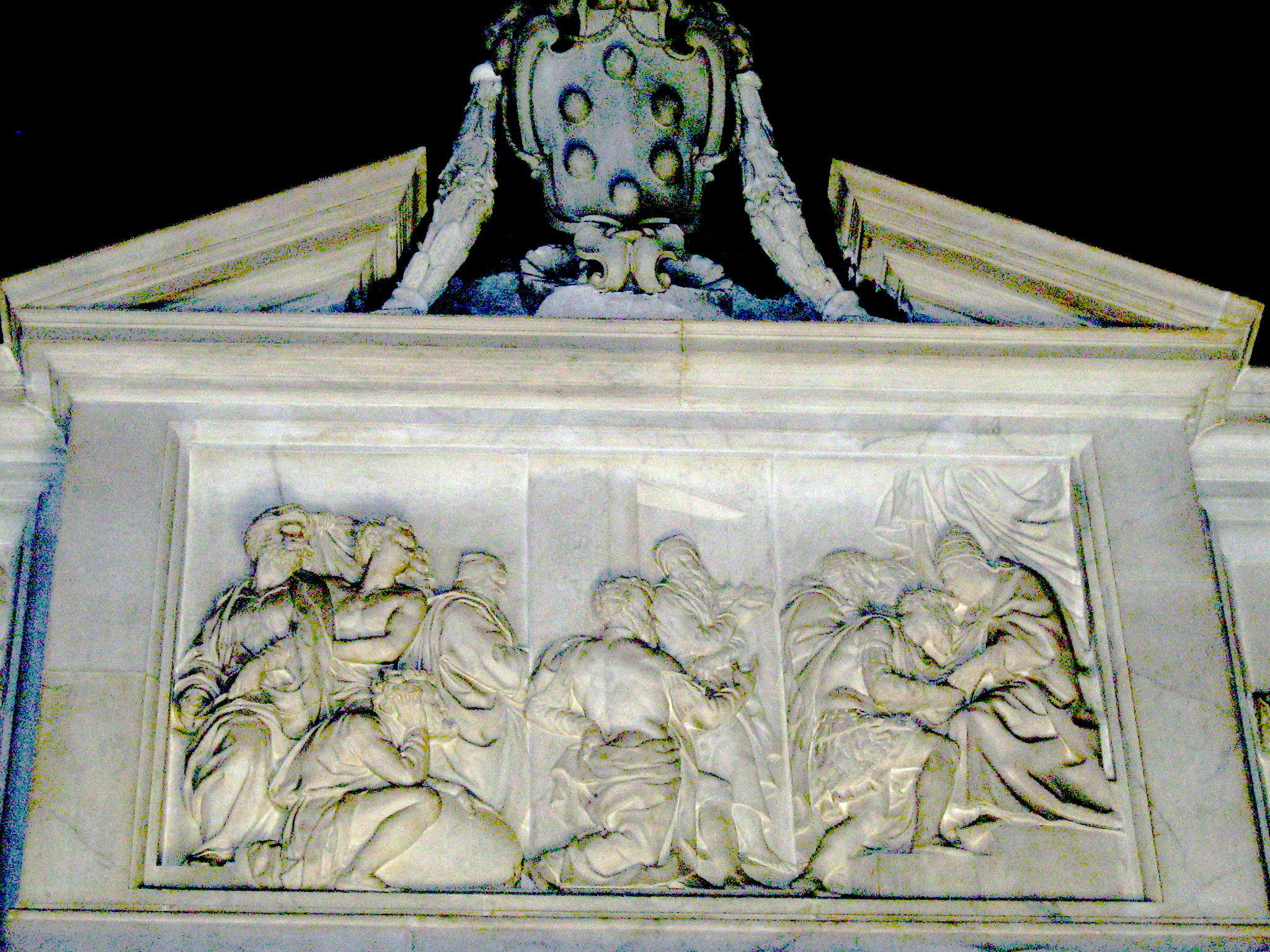
Centraal reliëf: Frans I knielend voor Leo X in Bologna, 1515. Aanwezig zijn Kardinaal Giulio (de latere paus Clemens VII) en de kunstenaar Bandinelli.

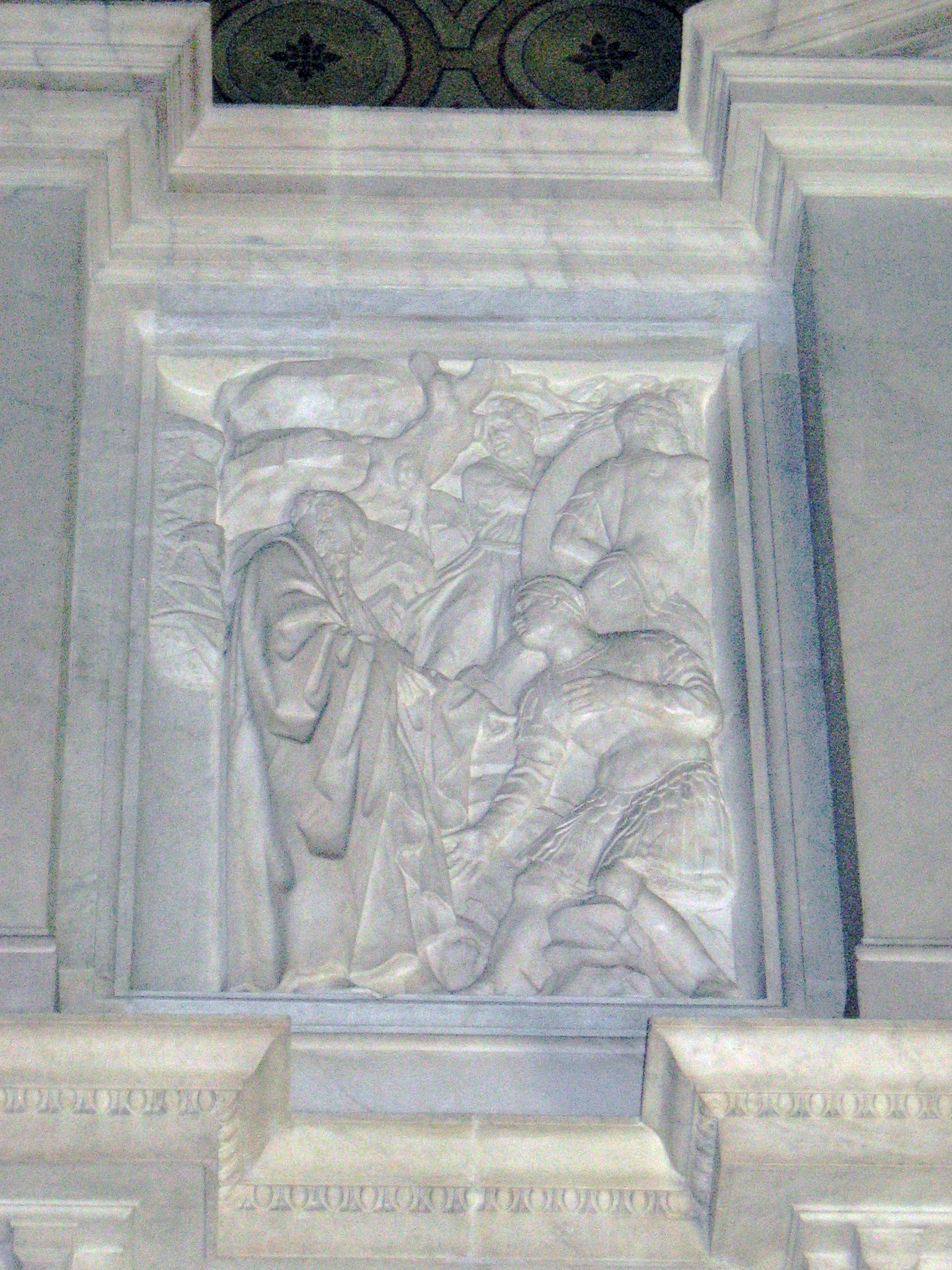
Rechter reliëf: opwekking uit de dood.

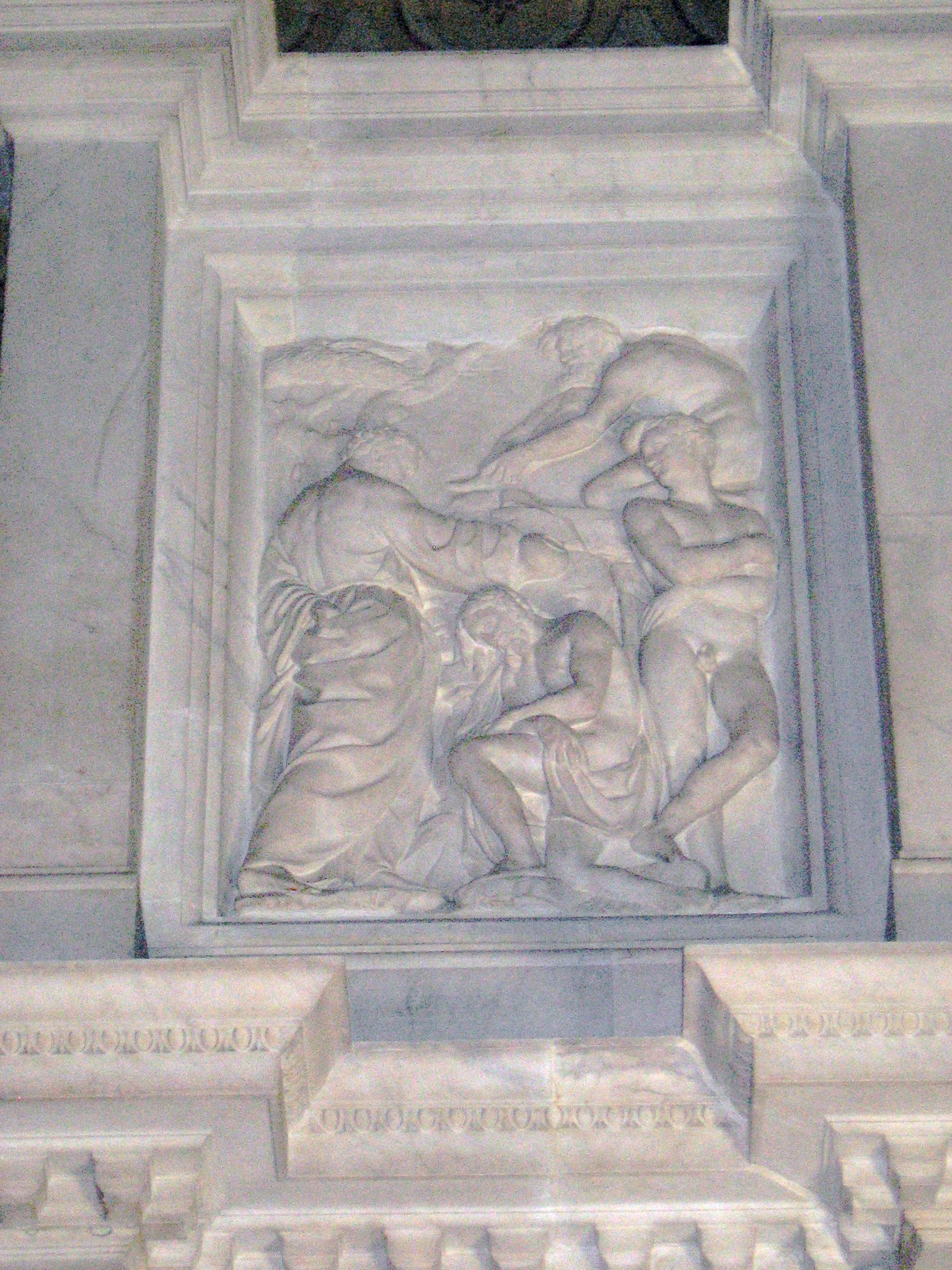
Linker reliëf: doop van de neofieten.

Het Grafmonument van paus Leo X is een marmeren grafmonument waarin de zich de overblijfselen bevinden van Paus Leo X. Het bevindt zich in de Santa Maria sopra Minerva te Rome. Het monument meet ongeveer 8 x 6 x 1,5 meter.
Paus Leo X werd in 1521 begraven in de Sint-Pietersbasiliek in een bakstenen graf. Op 1 april 1536 werden de overblijfselen van Leo X en zijn neef en opvolger paus Clemens VII naar de Santa Maria sopra Minerva overgebracht, alwaar ze in 1542 werden bijgezet in hun beider grafmonumenten.

## Ontstaansgeschiedenis van het monument
Vanwege de beperkte ruimte zag paus Clemens VII er vanaf zijn oorspronkelijke plan om de graven te realiseren in de Sacrestia Nuova van de San Lorenzo in Florence uit te voeren. Voor het ontwerp was in 1524 nog een verzoek gedaan aan Michelangelo, die in hetzelfde jaar daarvoor een ontwerptekening vervaardigde. Toen Clemens stierf in 1534 was er nog geen besluit genomen. 
Volgens een contract uit 1536 kreeg Baccio Bandinelli daarna de opdracht alle beeldhouwwerken op het graf te maken. Het contract omschrijft precies hoe de grafmonumenten moeten worden uitgevoerd. Er worden tien beelden beschreven waarvan twee de zittende pausen uitbeelden, twee grote marmeren reliëfs en vier kleine bronzen reliëfs. De architectuur moest onder begeleiding van Bandinelli tot stand komen. Verder worden de levertijd (vijf jaar), het marmer en de werkplaats vastgelegd. De graven moeten volgens het contract in de Sta. Maria Maggiore gebouwd worden. Dit in tegenstelling tot de wens van Clemens VII om de graven in de Sta Maria sopra Minerva te plaatsen. De architectonische vorm wordt in het contract niet omschreven maar wel wordt er een model vermeld. Vasari beschrijft dat Antonio Sangallo hiervoor het architectonische ontwerp tekende. De uitvoering wordt overgedragen aan Lorenzo Lotti een van de medewerkers van Sangallo aan de bouw van de Sint-Pietersbasiliek. 
Uiteindelijk keerde Bandinelli terug naar Florence zonder het beeld van de paus gemaakt te hebben. Het beeld van Leo X is dan ook uitgevoerd door Raphaello da Montelupo. De beelden werden beperkt tot twee per graf en de bronzen reliëfs werden uitgevoerd in marmer.
Uit een briefwisseling tussen Alesandro de Medici en Fra Tomaso Strozzi uit 1536 blijkt, dat opnieuw overwogen werd de graven in de Sta. Maria sopra Minerva te plaatsen. Door Sangallo werden een aantal plannen getekend om het koor te vergroten ten behoeve van de graven. Om kosten te besparen werd na 1540 de uitbreiding uiteindelijk beperkt uitgevoerd. Dit kwam de verhouding tussen de architectuur en de graven niet ten goede. De grafmonumenten lijken hun uiteindelijke vorm en plaats te hebben gekregen uit geldgebrek.

## Beschrijving van het monument
De grafmonumenten van Leo X (links) en Clemens VII (rechts) bevinden zich tegenover elkaar in het koor van de Santa Maria sopra Minerva. De architectuur van beide monumenten is exact gelijk.
Het tegen de muur van het koor op een sokkel geplaatste monument van Leo X heeft de vorm van een Romeinse triomfboog. Centraal in de naar voren geplaatste nis staat het beeld van Leo X, zittend afgebeeld in pontificale kleding. Aan weerszijden daarvan een kleinere nis met links een beeld van St. Petrus en rechts St. Paulus. Vier composiet halfzuilen vormen de begrenzing van de rondboognissen en ondersteunen een architraaf met daarboven een [fries]. Ook het fries is in drieën gedeeld; centraal boven het beeld van Leo X bevindt zich een reliëf met de ontmoeting van de paus in Bologna met Koning Frans I van Frankrijk. Behalve Frans I en Leo X zijn Clemens VII (dan nog kardinaal) en de beeldhouwer Bandinelli zelf afgebeeld. Het reliëf rechts stelt een opwekking uit de dood door de heilige Julianus voor, het reliëf links de doop van Christus. Een driehoekig open fronton bekroont het fries en draagt in de opening een schild met het wapen van de Medici’s. Boven het schild is de pauselijke tiara geplaatst en de pauselijke sleutels.

## Geschiedenis van het monument
Het grafmonument van Leo X is ontworpen voor en geplaatst in de Sta Maria sopra Minerva. Tijdens de bouw zijn er ingrepen in de maatvoering gedaan. De centrale reliëfs die voor 1539 door Bandinelli zijn vervaardigd zijn tijdens de uitvoering ingekort. In het reliëf met de ontmoeting van Leo X en Frans I zijn er in het midden daardoor twee zaagsneden zichtbaar die het reliëf en een deel van de voorstelling doorsnijden.

## Betekenis en belang van het monument
De architectonische vorm van het monument refereert aan antieke triomfbogen. Sansovino bouwde tussen 1505 en 1509 de triomfbooggraven in de Santa Maria del Popolo voor de kardinalen Ascanio Sforza en Girolano Barso. De graven van Leo X en Clemens VII zijn een uitzondering in de pauselijke grafmonumentencultuur door de voorstelling van antieke keizerlijke thema’s. Het pauselijke primaat over de wereldlijke vorsten wordt nergens anders zo getoond. Dit wordt benadrukt door de pausen levend en zittend af te beelden, dit in tegenstelling tot bijna alle voorgaande pauselijke grafmonumenten.